# Oscarverleihung 1950
Übersicht aller ausgezeichneten Filme

◄◄ | ◄ | 1946 | 1947 | 1948 | 1949 | Oscarverleihung 1950 | 1951 | 1952 | 1953 | 1954 | ► | ►►

Weitere Ereignisse

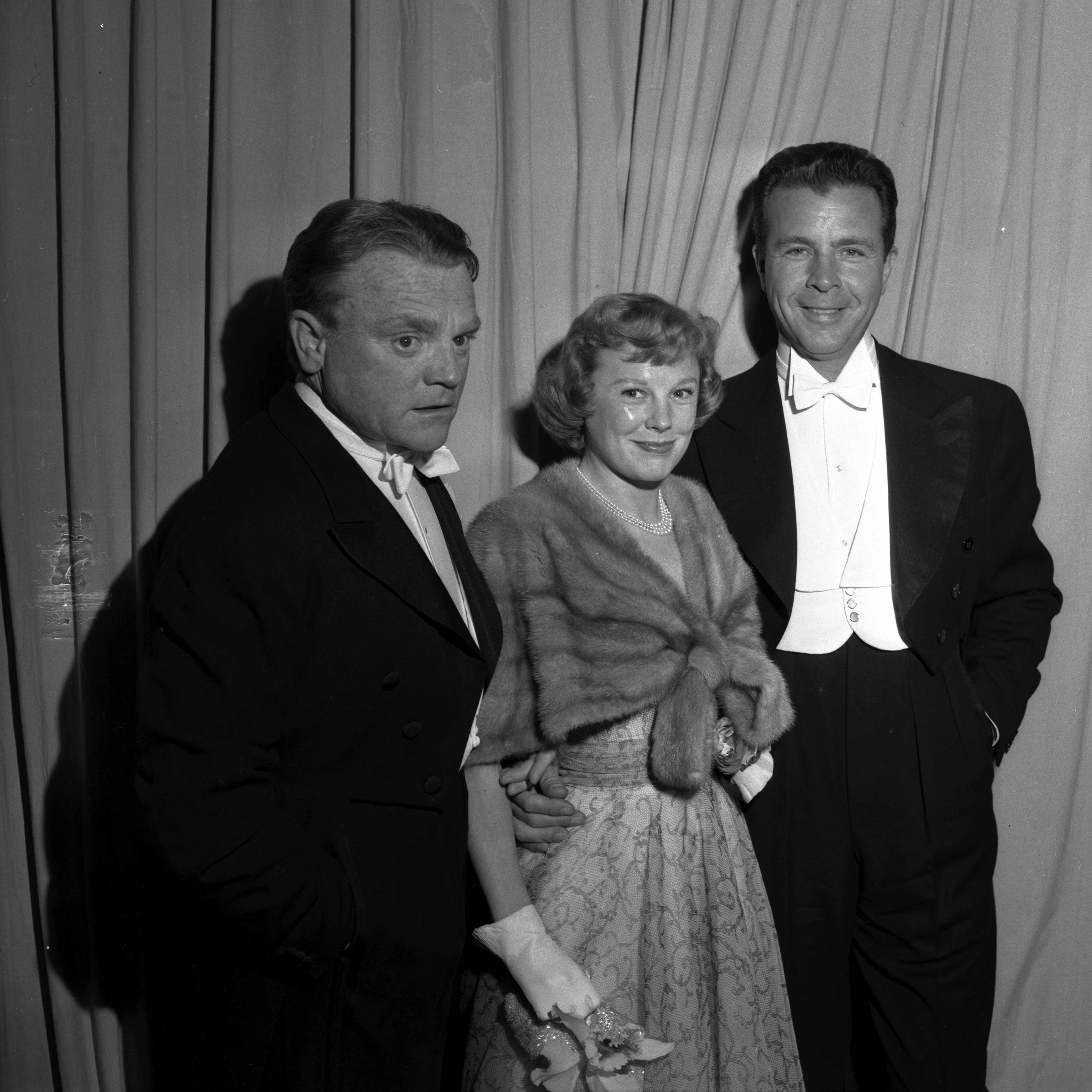
James Cagney, June Allyson und Dick Powell (von links nach rechts, 1950)

Die Oscarverleihung 1950 fand am 23. März 1950 im RKO Pantages Theatre in Los Angeles statt. Es waren die 22nd Annual Academy Awards. Im Jahr der Auszeichnung werden immer Filme des vergangenen Jahres ausgezeichnet, in diesem Fall also die Filme des Jahres 1949.
| Film                             | N | A |
| -------------------------------- | - | - |
| Die Erbin                        | 8 | 4 |
| Der Mann, der herrschen wollte   | 7 | 3 |
| …und der Himmel lacht dazu       | 7 | 0 |
| Kesselschlacht                   | 6 | 2 |
| Zwischen Frauen und Seilen       | 6 | 1 |
| Du warst unser Kamerad           | 4 | 0 |
| Der Kommandeur                   | 4 | 2 |
| Ein Brief an drei Frauen         | 3 | 2 |
| Jolson Sings Again               | 3 | 0 |
| Pinky                            | 3 | 0 |
| Angst vor der Schande            | 2 | 0 |
| In den Klauen des Borgia         | 2 | 0 |
| Kleine tapfere Jo                | 2 | 1 |
| Kleines Herz in Not              | 2 | 0 |
| Die Liebesabenteuer des Don Juan | 2 | 1 |

## Moderation
Paul Douglas

## Gewinner und Nominierungen

### Bester Film
präsentiert von James Cagney
Der Mann, der herrschen wollte (All the King’s Men) – Robert Rossen
Ein Brief an drei Frauen (A Letter to Three Wives) – Sol C. Siegel
Die Erbin (The Heiress) – William Wyler
Kesselschlacht (Battleground) – Dore Schary
Der Kommandeur (Twelve O’Clock High) – Darryl F. Zanuck

### Beste Regie
präsentiert von Ida Lupino
Joseph L. Mankiewicz – Ein Brief an drei Frauen (A Letter to Three Wives)
Carol Reed – Kleines Herz in Not (The Fallen Idol)
Robert Rossen – Der Mann, der herrschen wollte (All the King’s Men)
William A. Wellman – Kesselschlacht (Battleground)
William Wyler – Die Erbin (The Heiress)

### Bester Hauptdarsteller
präsentiert von Jane Wyman
Broderick Crawford – Der Mann, der herrschen wollte (All the King’s Men)
Kirk Douglas – Zwischen Frauen und Seilen (Champion)
Gregory Peck – Der Kommandeur (Twelve O’Clock High)
Richard Todd – Gezählte Stunden (The Hasty Heart)
John Wayne – Du warst unser Kamerad (Sands of Iwo Jima)

### Beste Hauptdarstellerin
präsentiert von James Stewart
Olivia de Havilland – Die Erbin (The Heiress)
Jeanne Crain – Pinky
Susan Hayward – Angst vor der Schande (My Foolish Heart)
Deborah Kerr – Edward, mein Sohn (Edward, My Son)
Loretta Young – …und der Himmel lacht dazu (Come to the Stable)

### Bester Nebendarsteller
präsentiert von Claire Trevor
Dean Jagger – Der Kommandeur (Twelve O’Clock High)
John Ireland – Der Mann, der herrschen wollte (All the King’s Men)
Arthur Kennedy – Zwischen Frauen und Seilen (Champion)
Ralph Richardson – Die Erbin (The Heiress)
James Whitmore – Kesselschlacht (Battleground)

### Beste Nebendarstellerin
präsentiert von Ray Milland
Mercedes McCambridge – Der Mann, der herrschen wollte (All the King’s Men)
Ethel Barrymore – Pinky
Celeste Holm – …und der Himmel lacht dazu (Come to the Stable)
Elsa Lanchester – …und der Himmel lacht dazu (Come to the Stable)
Ethel Waters – Pinky

### Bestes Originaldrehbuch
präsentiert von James Hilton
Robert Pirosh – Kesselschlacht (Battleground)
Sergio Amidei, Federico Fellini, Alfred Hayes, Marcello Pagliero, Roberto Rossellini – Paisà
Sidney Buchman – Jolson Sings Again
T. E. B. Clarke – Blockade in London (Passport to Pimlico)
Helen Levitt, Janice Loeb, Sidney Meyers – Einer von den Stillen (The Quiet One)

### Bestes adaptiertes Drehbuch
präsentiert von James Hilton
Joseph L. Mankiewicz – Ein Brief an drei Frauen (A Letter to Three Wives)
Carl Foreman – Zwischen Frauen und Seilen (Champion)
Graham Greene – Kleines Herz in Not (The Fallen Idol)
Robert Rossen – Der Mann, der herrschen wollte (All the King’s Men)
Cesare Zavattini – Fahrraddiebe (Ladri di biciclette)

### Beste Originalgeschichte
präsentiert von James Hilton
Douglas Morrow – The Stratton Story
Clare Boothe Luce – …und der Himmel lacht dazu (Come to the Stable)
Harry Brown – Du warst unser Kamerad (Sands of Iwo Jima)
Valentine Davies, Shirley W. Smith – It Happens Every Spring
Virginia Kellogg – Sprung in den Tod (White Heat)

### Beste Kamera (Schwarzweißfilm)
präsentiert von June Allyson und Dick Powell
Paul Vogel – Kesselschlacht (Battleground)
Joseph LaShelle – …und der Himmel lacht dazu (Come to the Stable)
Franz Planer – Zwischen Frauen und Seilen (Champion)
Leo Tover – Die Erbin (The Heiress)
Leon Shamroy – In den Klauen des Borgia (Prince of Foxes)

### Beste Kamera (Farbfilm)
präsentiert von June Allyson und Dick Powell
Winton C. Hoch – Der Teufelshauptmann (She Wore a Yellow Ribbon)
Charles G. Clarke – Sand
Robert H. Planck, Charles Edgar Schoenbaum – Kleine tapfere Jo (Little Women)
William E. Snyder – Jolson Sings Again
Harry Stradling Sr. – Tänzer vom Broadway (The Barkleys of Broadway)

### Bestes Szenenbild (Schwarzweißfilm)
präsentiert von Barbara Hale und Ruth Roman
Harry Horner, Emile Kuri, John Meehan – Die Erbin (The Heiress)
Paul S. Fox, Thomas Little, Lyle R. Wheeler, Joseph C. Wright – …und der Himmel lacht dazu (Come to the Stable)
Cedric Gibbons, Richard Pefferle, Jack Martin Smith, Edwin B. Willis – Madame Bovary und ihre Liebhaber (Madame Bovary)

### Bestes Szenenbild (Farbfilm)
präsentiert von Barbara Hale und Ruth Roman
Cedric Gibbons, Paul Groesse, Jack D. Moore, Edwin B. Willis – Kleine tapfere Jo (Little Women)
Edward Carrere, Lyle B. Reifsnider – Die Liebesabenteuer des Don Juan (Adventures of Don Juan)
William Kellner, Jim Morahan, Michael Relph – Königsliebe (Saraband for Dead Lovers)

### Beste Kostüme (Schwarzweißfilm)
präsentiert von Peggy Dow und Joanne Dru
Edith Head, Gile Steele – Die Erbin (The Heiress)
Vittorio Nino Novarese – In den Klauen des Borgia (Prince of Foxes)

### Beste Kostüme (Farbfilm)
präsentiert von Peggy Dow und Joanne Dru
Marjorie Best, Leah Rhodes, William Travilla – Die Liebesabenteuer des Don Juan (Adventures of Don Juan)
Kay Nelson – Der Liebesprofessor (Mother Is a Freshman)

### Beste Filmmusik (Drama/Komödie)
präsentiert von Cole Porter
Aaron Copland – Die Erbin (The Heiress)
Max Steiner – Der Stachel des Bösen (Beyond the Forest)
Dimitri Tiomkin – Zwischen Frauen und Seilen (Champion)

### Beste Filmmusik (Musikfilm)
präsentiert von Cole Porter
Roger Edens, Lennie Hayton – Heut’ gehn wir bummeln (On the Town)
George Duning, Morris Stoloff – Jolson Sings Again
Ray Heindorf – Stern vom Broadway (Look for the Silver Lining)

### Bester Song
präsentiert von Cole Porter
„Baby, It’s Cold Outside“ aus Neptuns Tochter (Neptune’s Daughter) – Frank Loesser
„It’s a Great Feeling“ aus Ein tolles Gefühl (It’s a Great Feeling) – Sammy Cahn, Jule Styne
„Lavender Blue“ aus Ein Champion zum Verlieben (So Dear to My Heart) – Eliot Daniel, Larry Morey
„My Foolish Heart“ aus Angst vor der Schande (My Foolish Heart) – Ned Washington, Victor Young
„Through a Long and Sleepless Night“ aus …und der Himmel lacht dazu (Come to the Stable) – Mack Gordon, Alfred Newman

### Bester Schnitt
präsentiert von Mark Robson
Harry W. Gerstad – Zwischen Frauen und Seilen (Champion)
Al Clark, Robert Parrish – Der Mann, der herrschen wollte (All the King’s Men)
John D. Dunning – Kesselschlacht (Battleground)
Frederic Knudtson – Das unheimliche Fenster (The Window)
Richard L. Van Enger – Du warst unser Kamerad (Sands of Iwo Jima)

### Bester Ton
präsentiert von John Lund
W. D. Flick, Roger Heman Sr. – Der Kommandeur (Twelve O’Clock High)
Daniel J. Bloomberg – Du warst unser Kamerad (Sands of Iwo Jima)
Leslie I. Carey – Once More, My Darling

### Beste visuelle Effekte
präsentiert von Patricia Neal
ARKO Productions – Panik um King Kong (Mighty Joe Young)
John P. Fulton – Tulsa

### Bester Kurzfilm (1 Filmrolle)
präsentiert von Anne Baxter und John Hodiak
Aquatic House Party – Jack Eaton
Roller Derby Girl – Justin B. Herman
So You Think You’re Not Guilty – Gordon Hollingshead
Spills and Chills – Walton C. Ament
Water Trix – Pete Smith

### Bester Kurzfilm (2 Filmrollen)
präsentiert von Anne Baxter und John Hodiak
Van Gogh – Gaston Diehl, Robert Hessens
Boy and the Eagle – William R. Lasky
Chase of Death – Irving Allen
The Grass Is Always Greener – Gordon Hollingshead
Snow Carnival – Gordon Hollingshead

### Bester animierter Kurzfilm
präsentiert von Anne Baxter und John Hodiak
Dicke Luft (For Scent-imental Reasons) – Eddie Selzer
Der kleine Specht (Hatch Up Your Troubles) – Fred Quimby
The Magic Fluke – Stephen Bosustow
Ungebetene Weihnachtsgäste (Toy Tinkers) – Walt Disney
Verkleidungskünstler (Canary Row) – Eddie Selzer (Der Film wurde von Selzer noch vor der Verleihung und der eigentlichen Nominierung zurückgezogen und zählt somit auch nicht zu den offiziellen Nominierten.)

### Bester Dokumentarfilm (Kurzfilm)
präsentiert von George Murphy
A Chance to Live – Richard de Rochemont 

So Much for So Little – Eddie Selzer
1848 – Coopérative Générale du Cinéma Français
The Rising Tide – St. Francis Xavier University Nova Scotia

### Bester Dokumentarfilm
präsentiert von George Murphy
Daybreak in Udi – Crown Film Unit
Kenji Comes Home – Paul F. Heard

## Ehrenpreise

### Ehrenoscar
präsentiert von Ginger Rogers
Fred Astaire
präsentiert von Charles Brackett
Cecil B. DeMille
präsentiert von Ronald Reagan
Jean Hersholt
präsentiert von Micheline Presle
Fahrraddiebe (Ladri di biciclette) von Vittorio De Sica als bester fremdsprachiger Film

### Juvenile Award
präsentiert von Donald O’Connor
Bobby Driscoll

### Technical Achievement Award
präsentiert von José Ferrer
Herbert E. Britt
André Coutant, Jacques Mathot
Charles R. Daily, Stephen Csillag
M. B. Paul
Loren L. Ryder, Bruce H. Denney, Robert J. Carr
Alexander Velcoff